# Ірина Ембріх
Ірина Ембріх (ест. Irina Embrich; нар. 12 липня 1980 року, Таллінн, Естонія) — естонська фехтувальниця на шпагах, олімпійська чемпіонка 2020 року, чемпіонка світу та Європи.

## Виступи на Олімпіадах
| Олімпіада           | Дисципліна          | Місце |
| ------------------- | ------------------- | ----- |
| Ріо-де-Жанейро 2016 | індивідуальна шпага | 10    |
| Ріо-де-Жанейро 2016 | командна шпага      | 4     |
| Токіо 2020          | командна шпага      | 1     |